# Пухавицки рејон
Пухавицки рејон (блр. Пухавіцкі раён; рус. Пуховичский район) је административна јединица другог нивоа у југоисточном делу Минске области у Републици Белорусији. Административни центар рејона је град Марина Горка.
Једини је рејон у Белорусији који не носи назив по свом административном центру.

## Географија
Пухавицки рејон обухвата територију површине 2.441,12 км² и на 4. је месту по величини у Минској области. Налази се на подручју Средњоберезинске равнице и граничи са Минским, Стародарошким, Червењским, Узданским и Слуцким рејонима Минске области на југу, западу и северу, те са Асиповичким рејоном Могиљовске области на истоку.
Рејон је прилично раван, са максималном надморском висином од 263 метра (јужно од села Сергејевичи). Најважнији водотоци су реке Свислач и Птич.
Око 40% територије је прекривено шумама, док је око 4,5% под непроходним мочварама.

## Историја
Рејон је основан 17. јула 1924. са првобитним центром у селу Пуховичи (или Пухавици), а већ следеће године административни центар рејона пренесен је у Марину Горку.

## Демографија
Према резултатима пописа из 2009. на подручју Пухавицког рејона стално је било насељено 69.427 становника или у просеку 28,44 ст./км². Од тога броја око 45% живи у градским центрима, 65% у сеоским срединама.
Основу популације чине Белоруси (84,66%), Руси (11,05%) и Украјинци (2,56%).

## Насеља
На подручју Пухавицког рејона постоје укупно 308 насељених места, од чега је град Марина Горка, једино насеље са статусом града (од 1955), док насеља Свислач и Рудзенск имају административни статус варошица, а насеље Правдзински административни статус радничке вароши.

## Саобраћај
Најважније саобраћајнице на територији Пухавицког рејона су железница Минск—Гомељ и друмске трасе М-5 Минск—Гомељ и П-92 на релацији Марина Горка—Стари Дароги.